# Cơm rượu hoa nhỏ
Cơm rượu hoa nhỏ (danh pháp khoa học: Glycosmis parviflora) là một loài thực vật có hoa trong họ Cửu lý hương. Loài này được (Sims) Little mô tả khoa học đầu tiên năm 1948.